# Claire van Oosten
Claire van Oosten (Delft, 10 september 1996) is een Nederlands korfballer. Ze speelt voor Fortuna/Delta Logistiek en werd in 2018-2019 Nederlands kampioen.

## Fortuna
Van Oosten begon met korfbal bij Fortuna en doorliep hier alle jeugdteams. In seizoen 2014-2015 speelde ze in de A1 zaalfinale van Nederland. Fortuna won deze finale van Deetos A1 met 19-22.
In haar laatste jaar in de A1 maakte ze ook al minuten in de hoofdmacht van Fortuna, dat in de Korfbal League speelde.

## Korfbal League
In seizoen 2015-2016 speelde Van Oosten 8 wedstrijden. Ze was in dit seizoen geplaagd door blessures, waardoor ze het seizoen niet kon afmaken.
In seizoen 2016-2017 speelde ze slechts 5 wedstrijden en werkte ze aan haar retour op het hoogste niveau.
Seizoen 2017-2018 was haar eerste volle seizoen terug na haar blessureleed. Ze drukte meteen haar stempel op het seizoen door met 34 treffers de best scorende dame bij Fortuna te worden. In dit seizoen vergaarde ze landelijke status door een beslissende golden goal te maken in de derde play-off wedstrijd tegen PKC, waardoor Fortuna zich plaatste voor de Korfbal League finale.
In seizoen 2018-2019 miste ze 7 wedstrijden, maar alsnog werd ze met 23 goals de tweede scorende dame van het team. Ze werd in dit seizoen Korfbal League kampioen.
Als landskampioen deed Fortuna mee aan de Europacup van 2020, een internationaal toernooi met alle Europese zaalkampioenen. Fortuna won gemakkelijk in de poule-ronde door te winnen van KC Barcelona, České Budějovice en Benfica. In de halve finale werd gewonnen van Pegasus, waardoor Fortuna in de finale uitkwam tegen het Belgische Kwik. Fortuna won in de finale gemakkelijk met 34-18, waardoor het ook Europees kampioen werd.
Voorafgaan aan seizoen 2020-2021 besloot Van Oosten te stoppen met topkorfbal, vanwege aanhoudend blessureleed.

## Golden Goal
Van Oosten staat voornamelijk bekend om haar belangrijke Golden Goal uit 2018. Fortuna speelde in de play-offs tegen PKC en speelde een derde beslissende wedstrijd. De wedstrijd eindigde gelijk en zo moest er verlengd worden. Ook na verlenging was het gelijk, waardoor de wedstrijd beslist moest worden door golden goal principe. Het was Van Oosten die deze golden goal maakte, waardoor Fortuna de Korfbal League finale mocht spelen.

## Erelijst
- Korfbal League kampioen, 1x (2019)
- Europacup kampioen, 1x (2020)